# Igor Cobileanski
Igor Cobileanski (n. 24 februarie 1974, orașul Comrat) este un scenarist și regizor de teatru și film din Republica Moldova, reprezentant al generației tinere de cineaști.

## Biografie
Igor Cobileanski s-a născut la data de 24 februarie 1974, în orașul Comrat. A debutat ca actor în anul 1988 la studioul "Moldova-film" în filmul "Durerea", ecranizare a romanului omonim de Vladimir Beșleagă, înterpretând rolul principal și jucând alături de Vasile Brescanu, Svetlana Toma și alți actori. A interpretat apoi și si alte roluri, atât în film, cât și în teatru (spectacolul "Din tată-n fiu").
A urmat cursurile Facultății de Regie Film și TV din cadrul Academiei de Teatru și Film din București (1991-1995). Reîntors în Republica Moldova după absolvirea facultății, este angajat ca prezentator TV la Catalan TV (1997-2001). La acea televiziune, el a prezentat emisiunea matinală "Teledinamic" și emisiunea "Extrem - XT" (fiind și regizor al acesteia) etc.
Începând din anul 2001, Igor Cobileanski lucrează ca regizor și realizator de programe la OWH TV Studio, printre programele realizate numărându-se: emisiunea muzicală "Rock Vagon", ciclul de emisiuni sociale "Metropolis", ciclul de emisiuni muzicale "Start" ș.a.
În afară de activitatea de televiziune, Igor Cobileanski desfășoară o intensă activitate ca regizor de filme documentare și filme artistice de scurt metraj, colaborând cu studioul "Moldova-film". În anul 2001, devine membru al Uniunii Cineaștilor din Moldova. La Congresul Uniunii Cineaștilor din Moldova din anul 2004, el a candidat pentru funcția de președinte al acestei instituții.
În luna aprilie 2008, Institutul Cultural Român i-a dedicat o seară de proiecții.

## Premii, recunoaștere
Filmele realizate de Igor Cobileanski au obținut prestigioase premii, cum sunt următoarele:
- 2006 — Premiul „Alexandru Sahia” la Festivalul Internațional al Producătorilor de Film Independent de la Constanța, ediția I (2006) pentru filmul Sașa, Grișa și Ion
- 2008 — Premiul Audience Award (Premiul Spectatorilor) la Festivalul de Film de la Trieste (Italia), ediția a XIX-a (2008) pentru filmul Sașa, Grișa și Ion[3]
- 2008 — Premiul cel mai bun scurt metraj din cadrul Zilelor Filmului Românesc de la Festivalul Internațional de Film (TIFF), ediția a VII-a (2008) pentru filmul (Plictis) și Inspirație
- 2014 — Premiul Gopo pentru debut regizoral (în filmul de lung metraj), pentru filmul La limita de jos a cerului, acordat la Gala Premiilor Gopo din 2014
- 2017 —  Premiul Național al Republicii Moldova pentru contribuție substanțială la creșterea calității și vizibilității produsului cinematografic autohton.[4]

## Citat
„Realitatea basarabeană este una deosebită. Mai bine zis, felul de a fi al oamenilor este deosebit. Descopăr și admir o splendidă mentalitate formată la intersecția a două culturi, cea slavă și cea latină. Sinceritatea rusească și cumințenia românească, amestecate cu alte calități și neajunsuri ale celor două popoare au creat un caracter uman cu un comportament social total diferit de alte zone. Subiectele mele sînt de multe ori inspirate din această realitate. Încerc doar să le universalizez, să le fac înțelese de spectatorii din afară. Și, probabil, cochetez și speculez în același timp, cu umorul care reiese din acțiunile sincere și serioase ale personajelor. Pentru noi însă, acțiunile lor par deseori cel puțin absurde. Și mai e ceva: îmi iubesc personajele, chiar și pe cele negative, care nu prea sînt prezente fizic în filme, dar pe care le intuiesc ca fiind "în afara cadrului", undeva pe-aproape, în satul vecin .”—Igor Cobileanski

## Filmografie

### Regizor
- Când se stinge lumina (2005)
- Sasa, Grisa și Ion (2006)
- Plictis și inspiratie (2007)
- Tache (2008)[6]
- La limita de jos a cerului (2013) [7]
- Colecția de arome (2013)[8]
  - Umbre 1 (2014) — episodul 1 - HBO Europe
  - Umbre 2 (2014) — episodul 2 - HBO Europe
  - Umbre 3 (2015) — episodul 3 - HBO Europe
  - Umbre 4 (2015) — episodul 4 - HBO Europe
  - Umbre 7 (2015) — episodul 7 - HBO Europe
  - Umbre 8 (2015) — episodul 8 - HBO Europe
- Afacerea Est (2016)
- Umbre 2 (2017) - episod 2 - HBO Europe
- Umbre 2 (2017) - episod 3 - HBO Europe
- Hackerville 1 (2019) - episod 1 - HBO Europe
- Hackerville 1 (2019) - episod 2 - HBO Europe
- Hackerville 1 (2019) - episod 5 - HBO Europe
- Hackerville 1 (2019) - episod 6 - HBO Europe
- Practica (2019)

#### Filme documentare
- Noli me tangere (Academia de Teatru și Film, București, 1992)
- Unirea. Aspirație sau complex comercial (ATF, 1993)
- Murind pentru Madrid (OWH TV Studio, 1999)
- Legendele Țipovei (1999)
- Răsăritul bălților (1999)
- Roata dracului (2000)
- Întoarcere la viață (Departamentul Cinematografie, Ministerul Sănătății, "Moldova-film", 2003)

### Scenarist
- Răsăritul bălților (1999)
- Sașa, Grișa și Ion (s/m, 2006) [9]
- Când se stinge lumina (s/m, 2006) [10]
- Plictis și inspirație (s/m, 2007) [11]

### Actor
- Durerea (1988) - Emil
- Sper fără speranță (1989) - fiul
- Găoacea (episod, 1990) - vagabond